# Scopula nigrisignata
Scopula nigrisignata là một loài bướm đêm trong họ Geometridae.